# Józef Michał Kulesza
Józef Michał Kulesza herbu Ślepowron (zm. 5 maja 1696) – sędzia ziemski smoleński do 1696 roku, stolnik smoleński w 1688 roku, łowczy smoleński w latach 1668–1687.
Poseł na sejm konwokacyjny 1668 roku z powiatu smoleńskiego. Był członkiem konfederacji generalnej zawiązanej 5 listopada 1668 roku na tym sejmie. Poseł sejmiku smoleńskiego na sejm 1695 roku.
Był elektorem Michała Korybuta Wiśniowieckiego i Jana III Sobieskiego z województwa smoleńskiego.